# 神经成像

头部矢切面的核磁共振成像（MRI）

神经成像（英語：Neuroimaging）泛指能够直接或间接对神经系统（主要是脑）的功能、结构和药理学特性进行成像的技术。神经成像是医学、神经科学和心理学较新的一个领域。

## 概览
根据成像的模式，神经成像可以分为
- 结构成像，用来展现脑的结构，从而辅助对一些脑疾病（例如脑肿瘤或脑外伤）的诊断。
- 功能成像，用来展现脑在进行某种任务（包括感觉，运动，认知等功能）时的代谢活动。功能成像主要用于神经科学和心理学研究，不过近来正逐步成为医学神经科诊断的新途径。

## 历史
1918年美国神经外科医生Walter Dandy发明了脑室像技术。Dandy的技术是基于X光成像对侧脑室的空气注射。1927年，葡萄牙神经科学家Egas Moniz发明了脑血管成像技术。该技术能够准确呈现颅内正常和异常的血管。1970年，A. M. Cormack和G. N. Hounsfield发明了计算机断面成像技术。这种技术可以获取较高分辨率的脑结构图像。他们两人因此于1979年获得诺贝尔医学或生理学奖。不久之后，放射性配子（Radioligand）的发明引发了两种新的神经成像技术，包括单光子发射计算机断面成像（SPECT）和正电子发射成像（PET）。
核磁共振成像是一种较新的医学成像技术。它的主要发明和开发者包括Peter Mansfield和Paul Lauterbur。他们因此于2003年获得诺贝尔医学或生理学奖。21世纪初年，神经成像的发展开始允许有限的神经功能成像。
全脑（尸检）MRI图像空间分辨率的世界纪录是2019年实现的100微米（图像），样本采集耗时约100小时。 整个人类大脑神经影像学的空间分辨率世界纪录（任何方法的记录）是在ESRF（欧洲同步辐射装置机构）进行的 X 射线断层扫描，其分辨率约为25微米（尸检方式进行），扫描时间约为22小时。 

## 主要神经成像技术

### 计算机断面成像
计算机断面成像（CT），又稱電腦斷層掃描，其基本原理是利用不同方向上的X射线。计算机用来对这些来自不同方向的数据进行整合，来重建断面内的图像。这类图像内的数值反应的是物质对X射线的通透率。CT技术主要用来对脑进行快速成像，来观察外伤引起的组织水肿和脑室扩张。

### 扩散光学成像
Diffuse optical imaging（Diffusion Optical Imaging, DOI）是一种利用近红外光的神经成像方法。这种方法主要基于血红蛋白对近红外光的吸收。该方法可通过测量吸收光谱来计算血液中的氧含量。该技术可以用来测量脑组织对外部刺激或在执行某种功能时的代谢变化，称为事件相关光学信号（Event-related Optical Signal，EROS）。EROS的长处在于它较高的空间（毫米量级）和时间（毫秒量级）分辨率，缺点在于它无法观测深部脑组织的活动。

### 核磁共振成像
核磁共振成像的基本原理是对原子核自旋的射频激发以及对随后弛豫过程中的射频信号的采集和处理。MRI设备有一个大磁体产生的较大静磁场，使得样本原子核（主要是氢原子核）磁矩排列一致。设备的射频线圈在Larmor频率激发这些原子核，使它们偏离这个方向，并随后发生弛豫现象。接受线圈可以拾取弛豫过程中产生的电磁信号。设备的梯度磁场用来产生随空间变化的磁场强度，从而实现空间编码。通过二维傅立叶变换等方法，计算机可重建样本的图像。MRI图像中的数值的含义（即对比度）由于MRI激发和采集模式的不同而不同。常用的对比度有T1对比度，T2对比度，T2*对比度等。不同对比度的图像有不同的生理学或解剖学含义。
MRI可以产生脑的高清晰度结构或功能图像。MRI结构图像可用于神经科对于脑肿瘤，脑血管疾病（例如中风）等的诊断。功能核磁共振成像（Functional Magnetic Resonance Imaging, fMRI）的基本原理是氧化血红蛋白和去氧血红蛋白在磁性质上的差别以及伴随脑神经活动的脑血流变化。fMRI可以用来展现各种感觉，运动，和认知活动过程中的激活脑区。目前fMRI的空间分辨率多在2-3毫米左右。

##### 当前核磁共振成像可能存在的较严重级医学盲点
当前整个完整大脑（尸检）的最高空间分辨率记录是100微米，来自马萨诸塞州总医院，该数据于2019年10月30日发表在《自然》杂志上。考虑到这是尸检形式进行的影像采集，临床上对病患检查时的空间分辨率往往要远大于该水平（病患检查时的呼吸、心跳等给空间分辨率带来不利的影响），当前磁共振成像盲点可能带来的病理性疾病无法检查出来情况举例说明如下（现有诊断盲点可供未来核磁共振技术发展借鉴）：

### 脑磁图
脑磁图（Magnetoencephalography，MEG）的基本原理是脑的神经活动时产生的电信号所产生的磁信号。超导量子干涉设备（SQUID）可以用来测量这种微弱的磁信号。与fMRI不同，MEG直接测量神经活动。fMRI测量的是伴随神经活动的代谢变化。而且磁信号基本不受周边组织的影响。

### 正电子发射成像
正电子发射成像（Position Emission Tomography, PET）使用人工引入的放射性代谢物质。这种放射性代谢物质被注射入血管。PET设备检测改物质在脑内衰变时产生的正电子，来产生脑功能图像。常用的放射性标注物质包括含氧-15的水和含氟-18的氟代脱氧葡萄糖。

### 單光子放射電腦斷層掃描
Single-photon_emission_computed_tomography（Single photon emission computer tomography, SPECT）的基本原理与PET相似，但是改技术检测的是放射性物质衰变时产生的伽玛射线。与MRI相比，PET和SPECT的共同缺点是较低的空间分辨率，以及对放射性物质的使用。他们的主要优点在于使用不同放射性标注物质的灵活性。

## 扩展阅读
- Philip Ball.  Brain Imaging Explained.
- J. Graham Beaumont (1983). Introduction to Neuropsychology. New York: The Guilford Press.
- Jean-Pierre Changeux (1985). Neuronal Man:  The Biology of Mind. New York: Oxford University Press.
- Malcom Jeeves (1994). Mind Fields: Reflections on the Science of Mind and Brain. Grand Rapids, MI:  Baker Books.
- Richard G. Lister and Herbert J. Weingartner (1991). Perspectives on Cognitive Neuroscience. New York:  Oxford University Press.
- James Mattson and Merrill Simon (1996). The Pioneers of NMR and Magnetic Resonance in Medicine. United States: Dean Books Company.
- Lars-Goran Nilsson and Hans J. Markowitsch (1999). Cognitive Neuroscience of Memory. Seattle: Hogrefe & Huber Publishers.
- Donald A. Norman (1981). Perspectives on Cognitive Science. New Jersey: Ablex Publishing Corporation.
- Brenda Rapp (2001). The Handbook of Cognitive Neuropsychology. Ann Arbor, MI: Psychology Press.